# Edward Massie

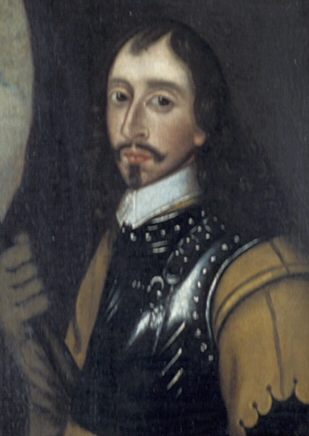
Sir Edward Massie

Sir Edward Massie (auch Massey, * um 1619; † um 1674/5), englischer General während des Englischen Bürgerkrieges, war der Sohn von John Massie of Coddington in Cheshire.

## Leben
Über sein frühes Leben ist wenig bekannt. Es ist aber bekannt, dass er in der niederländischen Armee gegen die Spanier kämpfte. 1639 erscheint er als Hauptmann der Pioniere in der von König Karl I. zusammengestellten Armee im Kampf gegen die Schotten. Beim Ausbruch des Englischen Bürgerkriegs war er beim König in York, schloss sich aber bald der parlamentarischen Armee an.
Als Oberstleutnant unter dem Earl von Stanford wurde er stellvertretender Gouverneur in Gloucester, wo er sich bis Ende des Ersten Englischen Bürgerkrieges auch aufhielt. Anfang 1643 wurde Gouverneur. Er führte kleinere militärische Operationen gegen zahlreiche kleinere Truppen der Royalisten an und hatte das Oberkommando bei der Verteidigung von Gloucester, als es im August 1643 von der Hauptarmee des Königs angegriffen wurde. Für seine Zuverlässigkeit und Fähigkeiten bei der Verteidigung erhielt er den Dank des Parlamentes und eine Anerkennung von 1.000 £ für seine Dienste. 1644 behielt er die Oberhand in seinem Gebiet und vertrieb die lokalen Royalisten. Bei verschiedenen Gelegenheiten kämpfte er gegen die Truppen von Prinzen Ruprecht von der Pfalz. Im Mai 1644 wurde er zum General der Streitkräfte des Westlichen Bündnisses. 1645 startete er eine Offensive gegen Lord Goring und die Royalisten im Westen und näherte sich der Gegend von Taunton. Im August 1645 arbeitete erfolgreich mit Sir Thomas Fairfax und der New Model Army im Langportfeldzug zusammen.
Nach der Teilnahme an einigen nicht miteinander zusammenhängenden Operationen, die den ersten Krieg beendeten, saß er für Gloucester im Unterhaus. Er ergriff für die Presbyterianer aktiv Partei und war einer der Generäle, die von der Armee beschuldigt wurden, im Interesse der Presbyterianer den Bürgerkrieg wiederaufleben zu lassen. Massie floh im Juni 1647 aus England, nahm aber 1648 seine Parlamentsarbeit wieder auf  und wurde durch Prides Purge wieder davon ausgeschlossen. Nach einer kurzen Inhaftierung floh er in die Niederlande. Dort stellte er sich wie viele Presbyterianer offen und verteidigend vor den König Karl II., den er 1651 nach Schottland begleitete.
Er kämpfte gegen Oliver Cromwell an der Brücke von Stirling und Inverkeithing und befehligte 1651 die Leibgarde der royalistischen Armee während der Invasion in England. Allgemein hoffte man, dass Massie die Oberhand über die Städte des Severn-Tales gewinnen würde und der Marsch auf Worcester wurde teilweise von dieser Erwartung getragen. Allerdings konnte er nur wenig bewirken und ritt in der Schlacht von Worcester eine Zeit lang im Gefolge des Königs, fiel aber in die Hände seiner ehemaligen Kameraden und wurde in den Turm eingesperrt. Er schaffte es erneut, in die Niederlande zu fliehen. Er reiste 1654 und 1656 zweimal nach England, um mit den Presbyterianern über die Wiederherstellung der Monarchie zu verhandeln. 1660 bereitete er die Rückkehr von Karl II. vor und wurde danach zum Knight Bachelor („Sir“) geschlagen und erhielt eine Anerkennung von 3.000 £. Den Rest seines Lebens verbrachte er mit politischen und naturgemäß in militärischen und verwaltungstechnischen Angelegenheiten. Es ist überliefert, dass er in Irland 1674 oder 1675 starb.